# Eleccions presidencials georgianes de 1995
Les eleccions presidencials georgianes de 1995 se celebraren el 5 de novembre de 1995. Van estar marcades per la violència i les lluites internes entre els candidats, ja que el president de Geòrgia Eduard Xevardnadze va patir un atemptat el 31 d'agost de 1995. Xevarnardze fou reelegit per una aclaparadora majoria, i l'únic candidat amb un mínim d'opcions fou l'antic dirigent comunista Djumber Patiaixvili.

## Resultats
Eleccions presidencials georgianes de 5 de novembre de 1995
| Candidats                   | Vots      | %     |
| --------------------------- | --------- | ----- |
| Eduard Xevardnadze          | 1.589.909 | 74,04 |
| Dzhumber Patiaixvili        | 414.313   | 19,58 |
| Akaki Bakradze              | 31.350    | 2,58  |
| Pantèleimon Guiorgadze      | 10.697    | 0,50  |
| Kartlos Gharibashvili       | 10.023    | 0,47  |
| Roin Liparteliani           | 7.948     | 0,37  |
| Nuls                        | 7.980     | 2,70  |
| Total 68,3% de participació | 2.121.510 | 100.0 |